# Berufsverband der niedergelassenen Kinderchirurgen Deutschlands
Der Berufsverband der niedergelassenen Kinderchirurgen Deutschlands (BNKD) e.V. ist ein Ärzteverband mit Sitz in Berlin.
Er ging aus der Arbeitsgemeinschaft niedergelassener Kinderchirurgen innerhalb der Gesellschaft Deutscher Kinderchirurgen (DGKC) hervor. Er wurde 1999 gegründet und vertritt die Interessen der in einer Praxis niedergelassenen ambulant operierenden Kinderchirurgen in Deutschland.
Er repräsentiert seine Mitglieder innerhalb von ärztlichen Fachverbände, bei den Leitlinienkonferenzen und betreibt Lobbyarbeit. Er unterstützt seine Mitglieder in juristischen und organisatorischen Belangen und führt Honorarverhandlungen mit den Krankenkassen. Vorsitzende des Verbands sind Ralf Lippert und Thomas Kugler.
Ziele sind Ausbau und Sicherung der freien Berufsausübung des niedergelassenen Kinderchirurgen in Deutschland.
Der Berufsverband fordert eine kinderchirurgische Versorgung, die sich am Stand der Wissenschaft orientiert und unter wirtschaftlich und gesundheitspolitisch vernünftigen Bedingungen erbracht werden kann. Er setzt sich für eine angemessene Vertretung der niedergelassenen Kinderchirurgen in den ärztlichen Gremien ein, erhebt Anspruch auf Wahrung der Interessen seiner Mitglieder als ärztliche Minderheit und erwartet von seinen Mitgliedern eine Berufsausübung, die auf einer mehrjährigen Weiterbildung und einer ständigen Fortbildung basiert.